# Іраклій (Лісанський)
Іра́клій Ліса́нський гербу Лис (лат. Heraclius Lysanskyj, пол. Herakliusz Lisański herbu Lis; 1702, округ Кам'янця-Подільського ― 14 травня (або 14 березня) 1771) ― василіянин, протоархимандрит Василіянського Чину (1751—1759), архимандрит онуфрейський, титулярний архієпископ смоленський Руської унійної церкви.

## Життєпис

### Навчання
Народився в Кам'янець-Подільському окрузі (in districtu Kamenec Podilskyj) Подільського воєводства Речі Посполитої. Син шляхтича Ігнатія Лісанського гербу Лис. Вступив до Василіянського Чину до Литовської Конґреґації Пресвятої Трійці і навчався у василіянських студійних домах включно з філософією. 4 грудня 1725 р. записався на вищі студії до Папської Урбаніанської колегії Пропаганди Віри в Римі (10 листопада 1726 р. склав присягу). Склавши з великим успіхом перед двома професорами екзамен з філософських предметів, продовжив вивчати богослов'я. Десь на початку квітня 1727 р. в Римі отримав священничі свячення, а першу Літургію відслужив у церкві Урбаніанської колегії 20 квітня того ж року (в Томину неділю ― другу неділю після Пасхи). 2 квітня 1729 р. був оголошений доктором філософії і богослов'я. 1 вересня того ж року повернувся на Батьківщину, отримавши з каси колегії 70 скудів на дорогу, одяг і побожні речі (сувеніри). У реєстрі колегії записано, що він був добрий монах і студент.

### Діяльність
Наступного року після студій (1730 р.), на генеральній капітулі в Новогрудку протоархимандрит Василіянського Чину о. Антоній Томилович-Лебецький призначив його своїм особистим секретарем. 1736 р. на генеральній капітулі в Битені брав участь як настоятель Полоцького монастиря при Софійському катедральному соборі, був обраний секретарем Чину і, виконуючи цей уряд, 1739 р. разом з отцями генеральної управи Конґреґації Пресвятої Трійці був на капітулі у Львові, скликаній митрополитом Атанасієм Шептицьким, на якій було утворено нову Конґреґацію Покрови Пресвятої Богородиці Василіянського Чину. 1742 р. або 1743 р. став консультором Конґреґації Пресвятої Трійці і, будучи на цьому уряді, брав участь в об'єднавчій капітулі в Дубно (25 травня ― 12 червня 1743 р.), коли дві василіянські Конґреґації об'єдналися в один Руський Чин Святого Василія Великого. На цій же капітулі на окремому засіданні був обраний протоконсультором (першим радником) Литовської провінції. В часі генеральної капітули в Берестю 1747 р. був обраний протоігуменом Литовської провінції, а на наступній ― там же (1751 р.), його обрали протоархимандритом на вісім років.
Невдовзі по обранні о. Лісанський як протоархимандрит Чину добився від Апостольського престолу для себе і своїх наступників дозволу на вживання архимандричих інсигній, тобто понтифікалій (жезл, митра, відповідний літургійний одяг). Згідно з тодішніми Конституціями Василіянського Чину, в 1755 р. засідав на двох провінційних капітулах (Литовської і Руської провінцій). За своєї каденції добився в Апостольського престолу визнання юрисдикції протоархимандрита над архимандритами (декрет папи Венедикта XIV «Super Familiam» від 30 березня 1756 р.): до того архимандрити підпорядковувалися безпосередньо митрополитові. Тепер же протоархимандрит отримав право архимандритів упроваджувати в уряд, візитувати (якщо вони не були єпископами), а при потребі ― усувати з уряду. Натомість архимандрити отримали в Чині активний і пасивний голос, тому могли брати участь у капітулах, і їх можна було вибирати на всі становища в Чині.

### Архієпископ Смоленський
По завершенні каденції протархимандрита, 1759 р. обраний протоігуменом Литовської провінції, але вже 1762 р. номінований на Смоленську архієпархію і Онуфрейську архимандрію. Посвячений на архимандрита і введений в уряд 10 жовтня 1762 р., а єпископські свячення ― 27 вересня 1763 р. у Володимирі Волинськім. 15 вересня 1765 р. був на урочистій коронації Холмської чудотворної ікони Пресвятої Богородиці. 1767 р. вибрав собі коад'ютора (помічника) Йосифа Лепковського, який згодом став його наступником. Як архієпископ Смоленський опікувався католиками східного обряду в Російській імперії. Помер 14 травня (за іншою версією 14 березня) 1771 р.
В 1930-х рр. портрет Іраклія Лісанського був у захристії римо-католицького храму в Шаргороді на Поділлі.